# Consolida mauritanica
Consolida mauritanica är en ranunkelväxtart som först beskrevs av Cosson, och fick sitt nu gällande namn av Philip Alexander Munz. Consolida mauritanica ingår i släktet åkerriddarsporrar, och familjen ranunkelväxter. Inga underarter finns listade i Catalogue of Life.